# Гаолин
Гаоли́н (кит. упр. 高陵, пиньинь Gāolíng, буквально: «высокий могильный холм») — район городского подчинения города субпровинциального значения Сиань провинции Шэньси (КНР).

## История
Уезд Гаолин (高陵县) был создан ещё в царстве Цинь в 350 году до н. э. Во времена диктатуры Ван Мана он был переименован в Цяньчунь (千春县), но Гэнши-ди вернул ему прежнее название.
В эпоху Троецарствия эти места оказались в составе царства Вэй, и в 220 году уезд, к которому был присоединён уезд Янлин (阳陵县), был переименован в Гаолу (高陆县). При империи Северная Чжоу в 558 году был расформирован уезд Ваньнянь (万年县), а его земли были разделены между уездами Гуанъян (广阳县) и Гаолу. При империи Суй в 606 году он опять получил название Гаолин. При империи Тан в 619 году южная часть уезда Гаолин была выделена в отдельный уезд Луюань (鹿苑县), но в 627 году уезд Луюань был вновь присоединён к уезду Гаолин.
После монгольского завоевания в 1265 году к уезду Гаолин был присоединён уезд Цзинъян (泾阳县), но уже в 1266 году он был воссоздан.
В 1950 году был образован Специальный район Сяньян (咸阳专区), и уезд вошёл в его состав. В 1952 году Специальный район Сяньян был расформирован, и с 1953 года уезд был передан в состав Специального района Вэйнань (渭南专区). В 1956 году Специальный район Вэйнань был расформирован, и уезд перешёл под непосредственное управление властей провинции Шэньси, а в 1958 году был присоединён к уезду Саньюань (三原县). В 1961 году был воссоздан Специальный район Сяньян, и восстановленный уезд вернулся в его состав. В 1969 году Специальный район Сяньян был переименован в Округ Сяньян (咸阳地区). В 1983 году округ Сяньян был расформирован, и уезд Гаолин был передан под юрисдикцию города Сиань.
В декабре 2014 года уезд Гаолин был преобразован в район городского подчинения.

## Административное деление
Район делится на 3 уличных комитета и 3 посёлка.